# Simone Verdi
Simone Verdi (Broni, 1992. július 19. –) olasz válogatott labdarúgó, középpályás, jelenleg az SSC Napoli játékosa.

## Pályafutása

### Kezdeti évek
Simone Verdi az amatőr Audax Travacò nevű csapatban kezdett játszani, majd tizenegy éves korában csatlakozott az AC Milanhoz.
A 2009-2010-es kupasorozatban a Novara elleni találkozón lépett pályára először a lombardiai együttes első csapatában. Két héttel később játszott az Udinese elleni negyeddöntőben is, de csapata 1-0-s vereséget szenvedett. 2010. április 14-én a Primavera-kupa döntőjében lőtte első gólját, hozzájárulva a 3-1-es győzelemhez. Ekkor kapta a Verdinho becenevet, mert csapattársai szerint játéka egy braziléhoz hasonló.
2010 májusában a milánóiak vezérigazgatója, Adriano Galliani úgy nyilatkozott, hogy Verdire és három társára a következő idénytől már a felnőtt csapat kereténél számítanak. Verdi nem sokkal később meghosszabbította a szerződését, de ezt követően is jobbára a tartalékok közt szerepelt.

### Torino
A 2011-12-es szezon kezdetén Gianmario Comival együtt a Torinóhoz került a játékjogának egy része, 2 500 000 euróért cserébe. Az idény első bajnoki mérkőzésén mutatkozott be a Serai B-ben, 2011. augusztus 27-én az Ascoli ellen 2-1-es győzelem alkalmával. A Torino második lett a bajnokságban és feljutott az élvonalba, ahol Verdi 2012. szeptember 30-án debütált, és ahol 2012-13-as szezonban összesen négy alkalommal lépett pályára.

### Juve Stabia és Empoli
2013. január 23-án kölcsönadták a másodosztályú Juve Stabiának a szezon hátralevő részére. 2013 nyarán a Milan és a Torino közötti szerződést újabb egy évvel meghosszabbították.
A 2013-14-es szezonra Verdit az Empoli vette kölcsön, amely csapat akkor szintén a másodosztályban szerepelt. Itt a kupa második fordulójában, a Südtirol elleni 5-1-es győzelem alkalmával lépett pályára először, és egyből megszerezte első gólját is a csapat színeiben. 2013. november 23-án az első bajnoki találatát is megszerezte, ezúttal a Spezia Calcio ellen volt eredményes, csapata 3-1-es győzelmet aratott. 39 tétmérkőzésen három góllal járult hozzá az Empoli első osztályba való feljutásához.
2014. június 18-án a Torino és a Milan közti megállapodást újabb egy évvel meghosszabbították, Verdi pedig újra az Empolihoz került kölcsönbe. 2014. december 7-én szerezte meg első gólját a Serie A -ban, a Napoli ellen, a találkozó eredménye 2-2 lett. 2015 júniusában nem tudott újra megegyezni a játékjogát birtokló két klub, így Verdi visszatért a Milanhoz. A 2015-16-os szezonban ősszel a spanyol élvonalban játszott, az Eibar színeiben, míg a tavaszi idényt a Carpiban töltötte.

### Bologna
2016. július 11-én a Bologna bejelentette, hogy megvette Verdi teljes játékjogát. 2016. szeptember 11-én, a Cagliari ellen játszotta első mérkőzését új csapatában. Jól kezdte új csapatában a szezont, az első kilenc bajnokiján négyszer volt eredményes. Teljesítményének hála 2017. június 13-án új, négyéves szerződést írhatott alá. 2017. november 4-én két látványos szabadrúgás gólt szerzett a Crotone elleni bajnokin, előbb bal, aztán jobb lábbal. Meghatározó tagjává vált az első osztály középcsapatának, a válogatottban is bemutatkozhatott és több olasz élklub figyelmét is felkeltette. 2018 januárjában a Napoli akarta átigazolni.

### Napoli
Végül 2018. június 11-én szerződtette a dél-olasz klub, 25 000 000 eurót fizetve a Bolognának. Verdi ötéves szerződést írt alá a Napolival.

### A válogatottban
Verdi 2010 és 2015 között pályára lépett az olasz U19-es és az olasz U21-es válogatottban is, a felnőttek között pedig 2017. március 28-án mutatkozott be, amikor a Hollandia elleni 2–1-es idegenbeli győztes barátságos mérkőzésen csereként pályára lépett.

## Játékstílusa
Dinamikus és sokoldalú támadó középpályás, aki képes a pálya közepének minden pozíciójában játszani, úgy középen, mint szélen. Erényei közé gyorsasága, cselezőkészsége és technikai tudása tartozik, valamint nagyszerűen indítja a támadásokat és szabadrúgásból is rendre veszélyes.

## Statisztika

### Klub
2019. május 25-én frissítve.
| Klub                     | Szezon         | Bajnokság     | Bajnokság | Országos kupa | Országos kupa | Nemzetközi kupa | Nemzetközi kupa | Egyéb         | Egyéb | Összesen      | Összesen |
| Klub                     | Szezon         | Pályára lépés | Gól       | Pályára lépés | Gól           | Pályára lépés   | Gól             | Pályára lépés | Gól   | Pályára lépés | Gól      |
| ------------------------ | -------------- | ------------- | --------- | ------------- | ------------- | --------------- | --------------- | ------------- | ----- | ------------- | -------- |
| Milan                    | 2009–10        | 0             | 0         | 2             | 0             | 0               | 0               | —             | —     | 2             | 0        |
| Torino                   | 2011–12        | 12            | 0         | 1             | 0             | —               | —               | —             | —     | 13            | 0        |
| Torino                   | 2012–13        | 4             | 0         | 2             | 0             | —               | —               | —             | —     | 6             | 0        |
| Torino                   | Összesen       | 16            | 0         | 3             | 0             | —               | —               | —             | —     | 19            | 0        |
| Juve Stabia (kölcsönben) | 2012–13        | 20            | 0         | —             | —             | —               | —               | —             | —     | 20            | 0        |
| Empoli (kölcsönben)      | 2013–14        | 40            | 5         | 2             | 1             | —               | —               | —             | —     | 42            | 6        |
| Empoli (kölcsönben)      | 2014–15        | 26            | 1         | 2             | 2             | —               | —               | —             | —     | 28            | 3        |
| Empoli (kölcsönben)      | Összesen       | 66            | 6         | 4             | 3             | —               | —               | —             | —     | 70            | 9        |
| Eibar (kölcsönben)       | 2015–16        | 9             | 0         | 4             | 1             | —               | —               | —             | —     | 13            | 1        |
| Carpi (kölcsönben)       | 2015–16        | 8             | 3         | —             | —             | —               | —               | —             | —     | 8             | 3        |
| Bologna                  | 2016–17        | 28            | 6         | 1             | 0             | —               | —               | —             | —     | 29            | 6        |
| Bologna                  | 2017–18        | 34            | 10        | 1             | 0             | —               | —               | —             | —     | 34            | 10       |
| Bologna                  | Összesen       | 62            | 16        | 2             | 0             | —               | —               | —             | —     | 64            | 16       |
| Napoli                   | 2018–19        | 22            | 3         | 0             | 0             | 2               | 1               | —             | —     | 24            | 4        |
| Napoli                   | Összesen       | 22            | 3         | 0             | 0             | 2               | 1               | —             | —     | 24            | 4        |
| Karrier összes           | Karrier összes | 203           | 28        | 15            | 4             | 2               | 1               | —             | —     | 220           | 33       |

### Válogatott
2018. június 4-én frissítve.
| Olaszország | Olaszország   | Olaszország |
| Év          | Pályára lépés | Gól         |
| ----------- | ------------- | ----------- |
| 2017        | 2             | 0           |
| 2018        | 2             | 0           |
| Összesen    | 4             | 0           |